# Departamento Ojo de Agua
Das Departamento Ojo de Agua liegt im Süden der Provinz Santiago del Estero im Nordwesten Argentiniens und ist eine von 27 Verwaltungseinheiten der Provinz. 
Es grenzt im Norden an die Departamentos Loreto und Atamisqui, im Osten an das Departamento Quebrachos, im Süden an die Provinz  Córdoba und im Westen an das Departamento Choya. 
Die Hauptstadt des Departamento Ojo de Agua ist Villa Ojo de Agua.

## Städte und Gemeinden
Das Departamento Ojo de Agua ist in folgenden Gemeinden aufgeteilt:
- Sol de Julio
- Villa Ojo de Agua